# كوبيتش (شوي بانة)
کوبیتش (بالفارسية: کوپیچ) هي قرية تقع في إيران في البلدة المركزية. يقدر عدد سكانها بـ 194 نسمة بحسب إحصاء 2016.